# Poul Svendsen
Poul Svendsen, né le 21 avril 1927 à Copenhague et mort le 2 janvier 2024, est un rameur danois.

## Biographie

### Palmarès

#### Aviron aux Jeux olympiques
- 1952 à Helsinki,  Finlande
  -  Médaille de bronze en deux barré[2]